# Ascurra
Ascurra est une ville brésilienne du nord-est de l'État Santa Catarina.

## Origine du nom
La ville tire son nom d'une localité du Paraguay où les forces armées brésiliennes remportèrent une victoire importante lors de la guerre du Paraguay, en 1869, contre les troupes de Francisco Solano López. Le nom fut choisi par Hermann Blumenau, en hommage aux soldats brésiliens,.

## Géographie
Ascurra se situe dans la vallée du rio Itajaí, par une latitude de 26° 57′ 19″ sud et par une longitude de 49° 22′ 32″ ouest, à une altitude de 88 mètres.
Sa population était de 7 419 habitants au recensement de 2010. La municipalité s'étend sur 112 km2.
La ville se trouve à 177 km au nord-ouest de la capitale de l'État, Florianópolis. Elle fait partie de la microrégion de Blumenau, dans la mésorégion de la vallée du rio Itajaí.
Le climat de la municipalité est tempéré humide, aux étés chauds. La température moyenne annuelle est de 19,7 °C.
L'IDH de la ville était de 0,813 en 2000 (PNUD).

## Histoire
Les premiers colons à s'installer à Ascurra sont des italiens et des Tyroliens. Ils arrivent vers 1876, dirigés par Hermann Bruno Otto Blumenau. La région est alors habitée par des Indiens botocudos.
Les colons italiens fondent une localité sur les rives du ribeirão São Paulo,  tandis que les Tyroliens s'installent sur celles du ribeirão São Pedro, tous deux affluents de la rive gauche du rio Itajaí-Açu.
Les Italiens, catholiques fervents, construisent une chapelle dédié à la Sainte Famille. Rapidement, ils entrent en concurrence avec les immigrés tyroliens, qui fondent la localité voisine de Rodeio. Ces derniers sont originaires d'Autriche, ennemie de l'Italie à l'époque. Ils élèvent alors également une chapelle, consacrée à la Sainte Vierge. Ces rivalités entrainent une « guerre » de constructions sacrées. Les Autrichiens érigent un temple à saint François d'Assise pendant que les Italiens construisent une nouvelle chapelle pour saint Antoine. La rivalité s'apaise en 1916 grâce à une médiation de pères salésiens.
En 1919, la localité devient un district de Blumenau. Le district sera supprimé en 1923, puis recréé en 1933, avant d'être rattaché en 1934 à la nouvelle municipalité d'Indaial. Le 1er avril 1963, Ascurra devient une municipalité indépendante, par démembrement d'Indaial.

## Économie
L'économie de la municipalité est axée sur l'agriculture. La principale culture est le riz, cultivée dans de petites exploitations à la productivité élevée.

## Tourisme et culture
Une partie du territoire de la municipalité fait partie du parc national de la Serra do Itajaí. La forêt nationale de Ibirama s'étend aussi en partie sur le territoire de la municipalité.
De son histoire, la ville conserve une grande religiosité. Le séminaire du Collège de Saint-Paul (Seminário do Colégio São Paulo), fondé en 1925, forme de nombreux prêtres.
Tous les ans, la municipalité célèbre les fêtes suivantes :
- en juin, la fête de la Saint-Jean (Festa de São João) ;
- en août, la fête de la municipalité.

## Villes voisines
Ascurra est voisine des municipalités (municípios) suivantes :
- Ibirama ;
- Benedito Novo ;
- Rodeio ;
- Indaial ;
- Apiúna.